# Bockhärorna
Bockhärorna är en grupp skär i Vårdö kommun på  Åland (Finland). De ligger i Skärgårdshavet och i kommunen Vårdö i landskapet Åland, i den sydvästra delen av landet. Ön ligger omkring 44 kilometer nordöst om Mariehamn och omkring 250 kilometer väster om Helsingfors.
Arean för den av öarna som koordinaterna pekar på är 7,8 hektar och dess största längd är 470 meter i öst-västlig riktning.
Bockhärorna består av skären Norrhäran, Bockhäran, Bockhärören, Trillkobben och Trutgrundet. Bockhärorna har Vikarskären i norr, Kullskär i öster, Norra klobbarna i söder och Tviggoskär i nordväst.
Terrängen på Bockhärorna är platt (bara Norrhäran och Bockhäran är högre än 5 meter över havet) och består av kala klippor med gräs, ljung och lågväxt en i skrevorna. I vattnen runt Bockhärorna finns flera grynnor och stenar. Mindre båtar kan finna en relativt skyddad hamn på östra sidan av Bockhärören.
Bockhärorna är obebyggda. Närmaste bebyggelse finns på Kullskär cirka 2,5 km åt sydöst.